# Pietro Pasinati
Pietro "Piero" Pasinati (21. juli 1910 - 15. november 2000) var en italiensk fodboldspiller (angriber.
Pasinati blev verdensmester med Italiens landshold ved EM 1938 i Frankrig, og spillede én af italienernes fire kampe i turneringen. Han nåede i alt at spille 11 landskampe, hvori han scorede fem mål.
På klubplan spillede Pasinati hele sin karriere i hjemlandet, hvor han blandt andet repræsenterede Triestina samt AC Milan.